# Goshogawara
Goshogawara (Japans: 五所川原市, Goshogawara-shi) is een stad in de prefectuur Aomori in het noorden van Honshu, Japan. De stad heeft een oppervlakte van 404,58 km² en op 1 maart 2008 bijna 61.000 inwoners.

## Geschiedenis
Goshogawara werd op 1 oktober 1954 een stad (shi) na de samenvoeging van de gemeente Goshogawara (五所川原町, Goshogawara-chō) met 6 dorpen uit het district Kitatsugaru.
Op 28 maart 2005 werd de gemeente Kanagi en het dorp Shiura, beide behorend bij het district Kitatsugaru, samengevoegd met Goshogawara.

## Verkeer
Goshogawara ligt aan de Gono-lijn van East Japan Railway Company.
Goshogawara ligt aan de  autowegen 101 en 339.

## Bezienswaardigheden
- Shayokan, het Osamu Dazai Museum
- Tsugaru Shamisen Museum; de Tsugaru shamisen is een lokale variant van de driesnarige luit die in het museum niet alleen te zien is, maar ook ten gehore wordt gebracht.

- Tachineputa Festival; een parade van praalwagens tot 20m hoog. Buiten het festival worden de wagens getoond in de Tachineputahal.
- Vuurfestival; eind juni wordt langs de oever van de rivier de Iwaki grote bundels riet in brand gestoken, aangevuld met vuurwerk. Van oorsprong was het een festival na de oogst om de velden te ontdoen van ongedierte door ze schoon te branden.

## Geboren in Goshogawara
- Dazai Osamu (schrijver)
- Tsushima Bunji (politicus)
- Ikuzo Yoshi (enka-zanger)

## Aangrenzende steden
- Aomori
- Tsugaru